# Zalewska Góra
Zalewska Góra (Generały) – część wsi Radosze w Polsce, położona w województwie warmińsko-mazurskim, w powiecie kętrzyńskim, w gminie Barciany. Wchodzi w skład sołectwa Radosze.
W latach 1975–1998 Zalewska Góra administracyjnie należała do województwa olsztyńskiego.